# Maera inaequipes
Maera inaequipes är en kräftdjursart som först beskrevs av A. Costa 1851.  Maera inaequipes ingår i släktet Maera och familjen Melitidae. Inga underarter finns listade i Catalogue of Life.